# Осиновое Плёсо
Осиновое Плёсо — посёлок в Новокузнецком районе Кемеровской области. Входит в состав Терсинского сельского поселения.

## География
Центральная часть населённого пункта расположена на высоте 176 метров над уровнем моря.

## Население
По данным Всероссийской переписи населения 2010 года, в посёлке Осиновое Плёсо проживает 795 человек (396 мужчин, 399 женщин). Ранее из Новокузнецка курсировал теплоход «Заря», основной пик которого пришелся на 1970-е года.